# 12 bis
12 bis là một nhà xuất bản của Pháp. Công ty xuất bản chủ yếu truyện tranh và manga ở Pháp. Công ty được thành lập vào năm 2008 bởi Dominique Burdot, tiền thân của Glénat.
Nhà xuất bản đã tiến hành tái bản các tác phẩm thành công trước đây của François Bourgeon, Les Passagers du vent (Những hành khách của gió) và Le Cycle de Cyann (Vòng xoay của Cyann). Công ty cũng xuất bản truyện tranh châm biếm liên quan đến nhà phê bình rượu người Mỹ Robert M. Parker, Jr., Robert Parker: Les Sept Pêchés capiteux.
Trang web của nhà xuất bản được tạo ra vào tháng 12 năm 2009.
Công ty chính thức phá sản vào ngày 1 tháng 8 năm 2017.